# Bicyclette basque
La Bicyclette basque (en basque : Euskal Bizikleta) est une course cycliste par étapes disputée au Pays basque, en Espagne. Elle est créée en 1952 sous le nom de Grand Prix de la Bicicleta Eibarresa. De 1969 à 1973, elle fusionne avec le Tour du Pays basque. Elle prend son nom actuel en 1991.
À partir de 2005, la Bicyclette basque fait partie de l'UCI Europe Tour en catégorie 2.HC. En 2009, la course n'est pas disputée en raison de problèmes financiers et fusionne avec le Tour du Pays basque.

## Palmarès

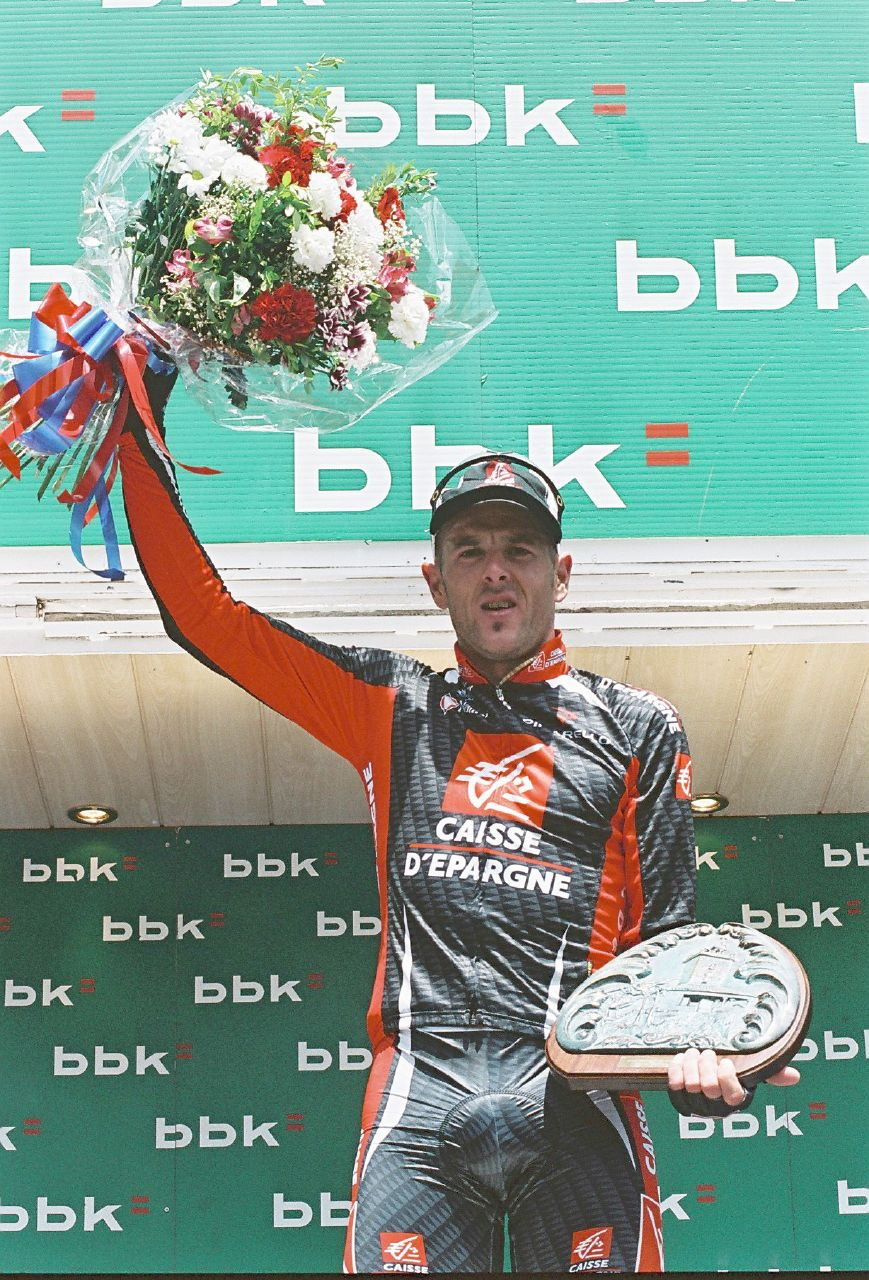
Constantino Zaballa, vainqueur en 2007

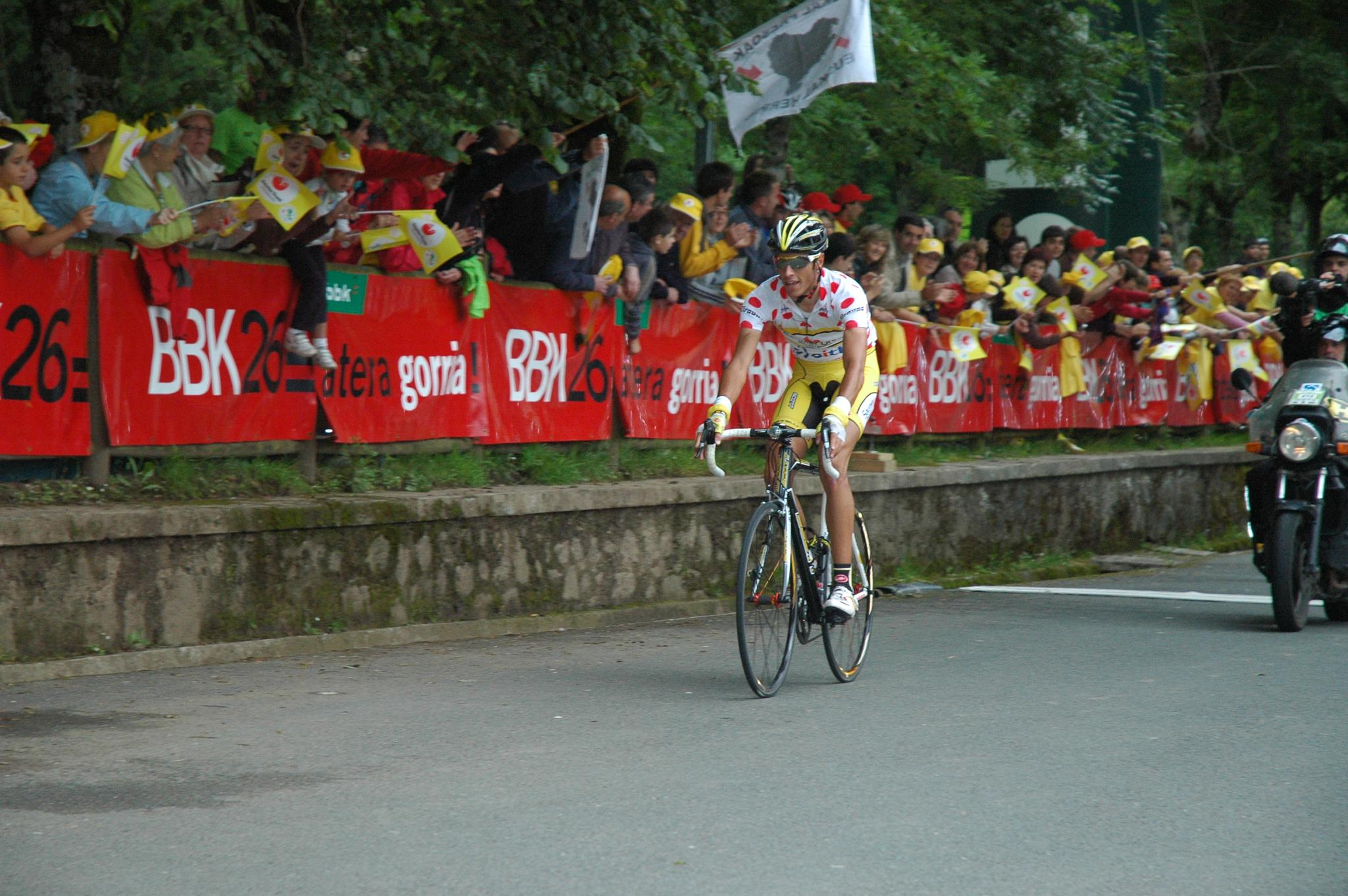
Eros Capecchi, vainqueur en 2008

| Année                             | Vainqueur                | Deuxième                  | Troisième                 |
| Eibarko Bizikleta                 |                          |                           |                           |
| --------------------------------- | ------------------------ | ------------------------- | ------------------------- |
| 1952                              | Louis Caput              | Willy Kemp                | Hortensio Vidaurreta      |
| 1953                              | Vicente Iturat           | Francisco Masip           | Lido Sartini              |
| 1954                              | José Serra Gil           | Federico Bahamontes       | Hortensio Vidaurreta      |
| 1955                              | José Escolano Sanchez    | Vicente Iturat            | Bernardo Ruiz             |
| 1956                              | Jesús Loroño             | Jesús Galdeano            | Miguel Bover              |
| 1957                              | Antonio Barrutia         | Miguel Vidaurreta         | Carmelo Morales           |
| 1958                              | Jesús Loroño             | Antonio Karmany           | Antonio Suárez            |
| 1959                              | Antonio Bertrán          | Fernando Manzaneque       | Salvador Botella          |
| 1960                              | Benigno Aspuru           | Jean-Claude Annaert       | Carmelo Morales           |
| 1961                              | Antonio Karmany          | Jean-Claude Annaert       | Luís Otaño                |
| 1962                              | Rolf Wolfshohl           | Antonio Karmany           | Francisco Gabica          |
| 1963                              | Juan José Sagarduy       | Antonio Karmany           | Fernando Manzaneque       |
| 1964                              | Carlos Echeverría        | Julio Jiménez             | Joaquin Galera            |
| 1965                              | Sebastián Elorza         | Luís Otaño                | José Luis Talamillo       |
| 1966                              | Eusebio Vélez            | Lucien Aimar              | José María Errandonea     |
| 1967                              | Carlos Echeverría        | José María Errandonea     | José Luis Uribezubia      |
| 1968                              | José María Errandonea    | Aurelio González          | Francisco Gabica          |
| Arrateko Igoera-Eibarko Bizikleta |                          |                           |                           |
| 1987                              | Marino Lejarreta         | Pedro Munoz               | Iñaki Gastón              |
| 1988                              | Jokin Mujika             | Robert Millar             | Charly Mottet             |
| 1989                              | Federico Echave          | Thierry Claveyrolat       | Pedro Munoz               |
| 1990                              | Thierry Claveyrolat      | Federico Echave           | Francisco Javier Mauleón  |
| Euskal Bizikleta                  |                          |                           |                           |
| 1991                              | Gianni Bugno             | Piotr Ugrumov             | Miguel Indurain           |
| 1992                              | Franco Chioccioli        | Piotr Ugrumov             | Danny Nelissen            |
| 1993                              | Piotr Ugrumov            | Franco Chioccioli         | Stefano Della Santa       |
| 1994                              | Stefano Della Santa      | Evgueni Berzin            | Davide Rebellin           |
| 1995                              | Evgueni Berzin           | Alex Zülle                | Francesco Frattini        |
| 1996                              | Miguel Indurain          | Alex Zülle                | Marcelino García          |
| 1997                              | Abraham Olano            | Fernando Escartín         | Daniel Clavero            |
| 1998                              | Abraham Olano            | Aitor Garmendia           | Laurent Jalabert          |
| 1999                              | David Etxebarría         | José Alberto Martínez     | Unai Osa                  |
| 2000                              | Haimar Zubeldia          | Igor González de Galdeano | David Etxebarría          |
| 2001                              | Juan Carlos Domínguez    | Joseba Beloki             | Igor González de Galdeano |
| 2002                              | Mikel Zarrabeitia        | Raimondas Rumšas          | José Azevedo              |
| 2003                              | José Antonio Pecharromán | Joseba Beloki             | Francesco Casagrande      |
| 2004                              | Roberto Heras            | Roberto Laiseka           | Samuel Sánchez            |
| 2005                              | Eladio Jiménez           | Adrián Palomares          | Aketza Peña               |
| 2006                              | Koldo Gil                | David Herrero             | Jesus Del Nero            |
| 2007                              | Constantino Zaballa      | Jörg Jaksche              | José Miguel Elías         |
| 2008                              | Eros Capecchi            | Igor Antón                | Adrián Palomares          |